# Eoplatanista
L'eoplatanista (gen. Eoplatanista) è un cetaceo estinto appartenente agli odontoceti. Visse nel Miocene inferiore (circa 22 - 16 milioni di anni fa) e i suoi resti fossili sono stati ritrovati in Italia.

## Descrizione
Questo animale era simile a un delfino attuale, ma era dotato di un lungo rostro robusto, fornito di numerosi denti a radice singola. Eoplatanista non doveva superare i due metri e mezzo di lunghezza. Il vertice del cranio era piatto con ossa frontali ampiamente esposte, e vi era la presenza di un solco longitudinale sul rostro e sulla mandibola. I denti erano dotati di carene mesiali e distali, e la bulla timpanica era sprovvista di solco mediale. 

## Classificazione
Descritto per la prima volta da Dal Piaz nel 1916, Eoplatanista è noto esclusivamente per resti fossili provenienti dall'Italia settentrionale in terreni del Miocene inferiore. La specie tipo è Eoplatanista italica, nota per fossili provenienti dalla zona di Libano (provincia di Belluno) risalenti a circa 22 - 20 milioni di anni fa; dallo stesso giacimento provengono le specie E. gresalensis (precedentemente noto come Cyrtodelphis gresalensis) ed E. miocaenus (precedentemente noto come Zignodelphis miocaenus). Un'altra specie, E. taurinensis, proviene dal Colle di Torino, i cui terreni sono un po' più recenti (18 - 16 milioni di anni fa).
Eoplatanista è un odontoceto di incerta collocazione sistematica; inizialmente considerato ancestrale all'attuale Platanista, in seguito questo genere è stato classificato in una famiglia a sé stante (Eoplatanistidae) da Muizon nel 1988, posta vicino al gruppo degli eurinodelfidi. Altre analisi successive hanno invece indicato che Eoplatanista potrebbe essere più basale di eurinodelfidi, platanistoidi, zifidi e delfinidi (de Muizon, 1991; Lambert et al., 2015).